# Mali me Gropa
Der Mali me Gropa (albanisch für „Berg mit Löchern“) ist ein Berg in Albanien. Die höchste Erhebung ist die Maja e Miçekut të Shënmërisë (1828 m ü. A.). Charakteristisch für den Berg ist die karge Karstlandschaft, die von unzähligen Dolinen durchsetzt ist und an die Mondoberfläche erinnert, bestehend aus drei großen Karstfeldern, die sich über eine Fläche von 26 Quadratkilometern erstrecken. Diese von Senken durchsetzte Landschaft war namensgebend für den Berg und ist einmalig in Albanien.
Der mächtige Bergstock des Mali me Gropa ist die höchste Erhebung des Skanderbeggebirges. Er trennt als Teil von dessen östlicher Kette die Region Tirana im Westen vom Mat-Becken im Norden und dem Hochland von Martanesh. Im Süden fällt der Berg zum Tal von Shëngjergj am Oberlauf des Erzen ab. 

## Lage und Gliederung

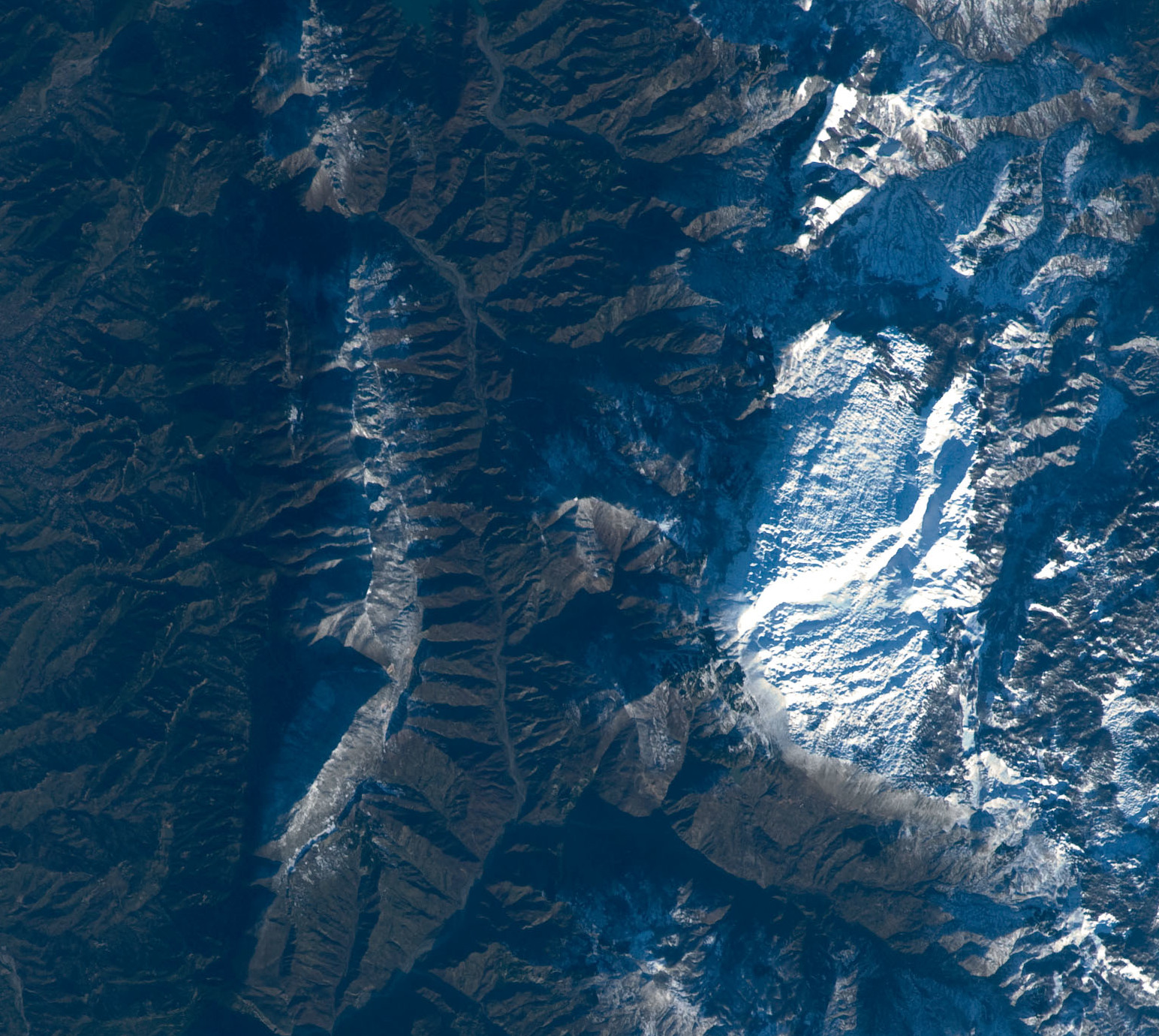
Satellitenbild aus dem Winter 2008 mit Dajti links und Mali me Gropa rechts

Der ganze Gebirgsblock ist rund elf Kilometer lang und bis zu sechs Kilometer breit. Er bildet ungefähr ein Rechteck, dessen Längsachse fast in Nord-Süd-Richtung verläuft.
Im Norden beginnt der Berg beim Murriza-Pass (1250 m ü. A.). Der Gebirgsklotz fällt auf der Nordseite rund 300 Meter sehr steil ab. Im Nordosten erstreckt sich ein Plateau mit der Maja e Kusit Vogël (1739 m ü. A.) als höchsten Punkt. Südlich daran schließt sich ein fast vier Kilometer langes und rund zwei Kilometer breites Plateau auf rund 1600 m ü. A. an, das sich leicht nach Nordwesten absenkt. Im Westen fällt der Berg wiederum rund 400 Meter sehr steil in die Längsfurche des Vilza-Korridors (albanisch Korridor i Vilzës) ab. Östlich vom Plateau erheben sich zwei Ketten von Gipfeln mit Höhen über 1700 m ü. A. Gegen Südwesten spitzt sich das Plateau zu und kulminiert in der Maja e Miçekut të Shënmërisë (1828 m ü. A.). Nach Südosten fällt das Plateau über eine Stude rund 100 Meter zu einem anderen Plateau ab, das etwas stärker zerfurcht ist. Es senkt sich leicht gegen Süden ab, um dann steil bis zu 500 Meter in der Mali i Shënmërisë ins Tal des Erzen abzufallen. Ganz im Südosten findet sich am Abhang noch eine kleine Erhebung, die Maja e Miçekut të Shëngjergjit (1527 m ü. A.).
Die Karstfelder bestehen aus vielen Senken, Trichtern, Dolinen und Löchern mit Durchmessern bis zu 60 Metern und Tiefen bis zu 100 Metern, die im Laufe der Zeit im Karst gebildet wurden. Es werden – wie oben beschrieben – drei große Felder unterschieden: Das Fusha e staneve të Meccekut (14 km²), das Karstfeld im Südosten (8½ km²) und das Karstfeld im Norden (3½ km²).
Über den Mali me Gropa verläuft die Wasserscheide zwischen Erzen im Süden, Mat im Nordosten und Tirana im Nordwesten. Aufgrund diverser Quellen im Quellbereich dieser Flüsse wird der Mali i Gropa auch Turm des Wassers (albanisch Kulla ujore) genannt.
Westlich der Furche des Vilza-Korridors erhebt sich die Kruja-Kette, der westliche Ast des Skanderbeggebirges, mit dem Dajti (1613 m ü. A.). Das Randgebirge fällt dann steil ab zur Küstenebene mit der Hauptstadt Tirana.
Die Region ist nur sehr spärlich bewohnt: Einige größere befinden sich südlich des Berges, wenige kleinere Dörfer im Norden. Die Ostseite ist praktisch menschenleer, und auf der Westseite gibt es kaum ganzjährige Siedlungen. Von Tirana kommend windet sich die Nationalstraße SH 54 über den Priska-Pass (954 m ü. A.) am Südende des Dajti, den Vilza-Korridor am Qafa Molla (670 m ü. A.) querend und vorgelagerte Berge durch die Südwestflanke zum Südostplateau hoch. Die ab Qafa Molla unasphaltierte Route führt weiter ostwärts nach Biza. Ein sehr schlechter Fahrweg führt entlang der Ostflanke des Mali me Gropa nach Gur Bardhë und weiter hinab nach Klos. Im Norden quert die Rruga e Arbërit das Gebirge am Murizza-Pass – ein Scheiteltunnel ist im Bau.

## Geologie und Quellen

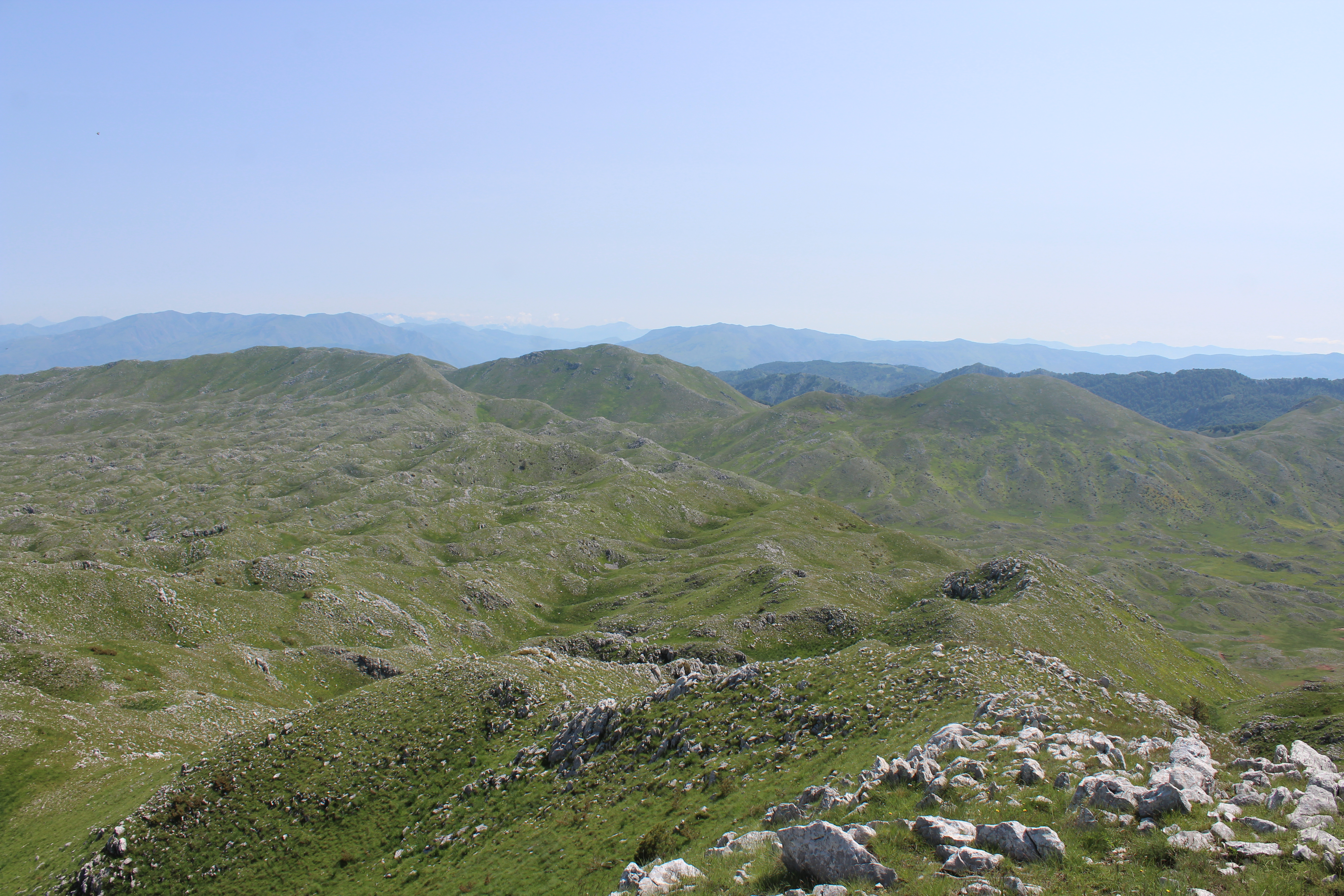
Löcher im Karst prägen die Oberfläche des Berges

Der Mali me Gropa besteht aus Kalkstein des Mesozoikum (Trias, Jura) auf Flysch. Zuoberst liegen jüngere Schichten von Depositen.
An zahlreichen Stellen, wo der Kalk auf dem Flysch auffliegt (Aquifer), treten kräftige Karstquellen aus. Wasser der Karstquellen von Selita und von Shënmëri an der Westflanke des Berges werden mittels einer rund zwölf Kilometer langen Druckleitung, die durch den Dajti führt, zum Wasserkraftwerk Lanabregas am östlichen Stadtrand von Tirana geführt. Nach dem Kraftwerk wird das Wasser der Wasserversorgung von Tirana zugeführt. Auf dem Qafa Molla wird zudem ein Teil des Wassers als Tafelwasser abgefüllt und dann unter dem Namen Selita verkauft. Es gibt Pläne, auch Wasser von weiteren Quellen des Mali me Gropa – zum Beispiel an der Nordseite bei Gurri Bardhë – für die Wasserversorgung von Tirana zu nutzen.

## Natur und Naturschutz
Die Karstfelder des Mali i Gropa (Karst i Malit me Gropa) sind nationale Naturdenkmäler.:30 f.
Der Berg ist mehrheitlich Teil des Landschaftsschutzgebiets Mali me Gropa-Bizë-Martanesh, das eine Fläche von 252,66 Quadratkilometern umfasst. Im Westen schließt sich der Nationalpark Dajti an, der die Westflanken des Mali me Gropa miteinschließt.
Auf dem Berg sind Bergwiesen und Heideland dominant. Nur an wenigen Stellen des Mali me Gropa findet sich Baum-Bewuchs. Die West-, Nord- und Ostflanken sind bis rund 1600 m ü. A. bewaldet. Die sonnenexponierte Südseite, wo sich auch die einzigen dauerhaft bewohnten Dörfer finden, ist erst in tieferen, weniger steilen Regionen bewaldet. Auf den Plateaus findet sich nur im Südosten und ganz im Norden rund um die Maja e Kusit Vogël Wald. Am meisten verbreitet ist Buche.:34